# Śpiew trwogi
Śpiew trwogi (cz. Zpěv úzkosti) – wiersz czeskiego poety Františka Halasa, zaliczający się do jego najlepszych utworów i zarazem najbardziej znanych liryków czeskich XX wieku. 

## Charakterystyka ogólna
Śpiew trwogi pochodzi z tomiku Kadłub nadziei (Torzo naděje). Tego wiersza nie można w pełni zrozumieć bez kilku podstawowych informacji na temat okoliczności jego powstania. Liryk został napisany w roku 1938 jako bezpośrednia reakcja na postanowienia konferencji w Monachium (mającej miejsce w dniach 29–30 września 1938). W czasie tego szczytu na najwyższym szczeblu mocarstwa zachodnie, Francja i Wielka Brytania, za aprobatą faszystowskich Włoch zgodziły się na aneksję przez nazistowskie Niemcy ziem należących do Czechosłowacji. Krótkowzroczna polityka ustępstw wobec Hitlera spowodowała rozpad pierwszej Republiki Czechosłowackiej i pośrednio doprowadziła do wybuchu II wojny światowej. Czesi poczuli się zdradzeni przez dotychczasowych sojuszników. Układ w Monachium często, również w literaturze polskojęzycznej określa się mianem "zdrady" i "hańby".

## Forma
Utwór jest napisany wierszem zasadniczo nieregularnym, doraźnie sylabotonizowanym. Ważną rolę odgrywa w nim czterowersowy refren. W końcowej części wiersza Halas stosuje paralelizm składniowy: Pole... Lesy... Řeky... Hory... křičí... hučí... šumí... bouří... (Pola... Lasy... Rzeki... Góry... krzyczą... huczą... szumią... dudnią). Poeta wykorzystuje też aliterację: zvoni... zrady... zvon (dzwoni zdrady dzwon) o wyraźnie onomatopeicznym charakterze. O formie wersyfikacyjnej liryku pisze, cytując Miroslava Červenkę, Dagmar Ševčíková.

## Treść
Śpiew trwogi jest jednym z najbardziej gorzkich w swej wymowie liryków czeskich XX wieku. Utwór rozpoczyna się apostrofą do własnego wiersza. Potem poeta przechodzi do bezpośredniego werbalnego ataku na "Słodką Francję" i "Dumny Albion". Mówi, że to francuskie i angielskie ręce rozbujały dzwon, który swym biciem obwieszcza wszem wobec ich haniebną zdradę. Stwierdza, że za taką Europę wstydzi się każdy żołnierz czekający w okopie na rozpoczęcie walk. Warto dodać, że sam poeta był wtedy w pozostającym w gotowości bojowej oddziale. Podmiot liryczny w odgłosach przyrody, dobiegających z pól, lasów, rzek i gór słyszy powtarzające się słowa "zdrada" i hańba". Poeta robi zresztą w tym miejscu aluzję do czeskiego hymnu, w którym mowa o szmerze wody w strumieniach i szumie borów na skałach. Halas nie był odosobniony w swoim sprzeciwie wobec układu monachijskiego. Podobne w tonie wiersze pisał przyjaciel Halasa, Vladimír Holan. Kwestii tragicznego pozostawienia Czechosłowacji na pastwę Hitlera Holan poświęcił cykle Odpověď Francii (Odpowiedź Francji) i Září 1938 (Wrzesień 1938) jak też Zpěv tříkrálový (Śpiew trzech króli), zmieniając stylistykę swoich utworów. Charakterystykę pomonachijskiej twórczości Holana przedstawił Martin Sedlák.

## Przekład
Wiersz Halasa przekładali na język polski między innymi Adam Włodek i Kazimierz Andrzej Jaworski.